# دنیاگیری کووید-۱۹ در برزیل
دنیاگیری کووید-۱۹ در برزیل (انگلیسی: COVID-19 pandemic in Brazil) بخشی از دنیاگیری بیماری کروناویروس ۲۰۱۹ در جهان است. اولین مورد تأیید شده در برزیل در ۲۶ فوریه ۲۰۲۰ در شهر سائو پائولو اعلام شد.